# Tiên Du (huyện)
Tiên Du là một huyện thuộc tỉnh Bắc Ninh, vùng đồng bằng sông Hồng, miền Bắc Việt Nam.

## Vị trí địa lý
Huyện Tiên Du nằm ở phía tây nam của tỉnh Bắc Ninh, nằm cách thành phố Bắc Ninh khoảng 5 km, cách trung tâm thủ đô Hà Nội khoảng 25 km, có vị trí địa lý:
- Phía đông giáp thành phố Bắc Ninh và thị xã Quế Võ
- Phía tây giáp thành phố Từ Sơn
- Phía nam giáp thị xã Thuận Thành và huyện Gia Lâm, thành phố Hà Nội
- Phía bắc giáp huyện Yên Phong.

## Hành chính
Huyện Tiên Du có 14 đơn vị hành chính cấp xã trực thuộc, bao gồm thị trấn Lim (huyện lỵ) và 13 xã: Cảnh Hưng, Đại Đồng, Hiên Vân, Hoàn Sơn, Lạc Vệ, Liên Bão, Minh Đạo, Nội Duệ, Phật Tích, Phú Lâm, Tân Chi, Tri Phương, Việt Đoàn.

## Địa lý
Tiên Du cơ bản là huyện đồng bằng châu thổ. Tuy nhiên, vẫn có một số ít đồi thấp trên địa bàn của huyện nằm rải rác ở một số xã Hoàn Sơn, Phật Tích, Việt Đoàn, Hiên Vân, Liên Bão. Sông Đuống là ranh giới tự nhiên (dài khoảng 12 km) giữa Tiên Du với thị xã Thuận Thành. Ngoài ra, trên địa bàn huyện còn sông Ngũ Huyện Khê chảy qua ở địa phận xã Phú Lâm cũng là ranh giới tự nhiên của Tiên Du với huyện Yên Phong và thành phố Bắc Ninh.

## Lịch sử
Vì sự phân chia và phân cấp hành chính từ thời Hồng Bàng trải qua giai đoạn Bắc thuộc đến thời Tiền Lê được các sử gia ghi chép vẫn còn chưa đầy đủ và rất nhiều tranh cãi.
Thời thuộc Đường và thời nhà Ngô, lãnh thổ Tiên Du hiện nay nằm trong Giao Châu.
Năm 966, Nguyễn Thủ Tiệp, vị thủ lĩnh sứ quân chiếm một vùng rộng lớn đặt lỵ sở ở Tiên Du. Tại đây, ông đã xây dựng thành trì, trở thành một trong 12 sứ quân trước khi bị Đinh Tiên Hoàng đánh bại vào cuối năm 967.
Thời nhà Đinh, lãnh thổ Tiên Du nằm trong đạo Bắc Giang.
Thời Tiền Lê, lãnh thổ Tiên Du nằm trong lộ Bắc Giang.
Thời nhà Lý, lãnh thổ Tiên Du nằm trong phủ Thiên Đức.
Theo Đại Việt sử ký toàn thư của Ngô Sĩ Liên thì địa danh huyện Tiên Du có từ thời nhà Trần.
Thời nhà Trần và thời nhà Hồ, huyện Tiên Du trực thuộc châu Vũ Ninh, lộ Bắc Giang. Cũng trong thời nhà Trần xuất hiện một nhân vật huyền thoại trong truyện Truyền kỳ mạn lục của Nguyễn Dữ là Từ Thức. Tương truyền, Từ Thức là người quê ở Thanh Hóa, ông làm một chức quan nhỏ ở Tiên Du sau đó ông được gặp tiên và ở cùng tiên nữ trong chốn tiên cảnh và nơi ông gặp tiên chính là động Từ Thức. Chính sự tích này đã được lấy làm cảm hứng cho tác phẩm nhạc truyện Tiên Du của nhà soạn nhạc Nguyễn Thiên Đạo được Bộ Văn hóa, Thể thao và Du lịch đặt hàng để đem sang trình diễn tại Pháp trong sự kiện Năm Việt Nam tại Pháp vào tháng 2 năm 2014. Đây là một trong những hoạt động kỷ niệm 40 năm thiết lập quan hệ ngoại giao Việt - Pháp.
Thời thuộc Minh, huyện Tiên Du trực thuộc châu Vũ Ninh, phủ Bắc Giang.
Thời Lê sơ, từ thời điểm này huyện Tiên Du bắt đầu trực thuộc phủ Từ Sơn. Các thay đổi sau này chỉ thay đổi ở cấp cao hơn phủ Từ Sơn.
Năm 1435, thời Lê Thái Tông, đổi phủ Bắc Giang thành đạo Bắc Giang hạ. Phủ Lạng Giang thành đạo Bắc Giang thượng.
Thời Lê Thánh Tông có rất nhiều thay đổi. Năm 1466, đổi 2 đạo Bắc Giang thượng và Bắc Giang hạ thành đạo Bắc Giang. Năm 1469, đổi đạo Bắc Giang thành đạo thừa tuyên Kinh Bắc. Đến năm 1490, gọi là xứ thừa tuyên Kinh Bắc.
Năm 1509, thời Lê Tương Dực, đổi là trấn Kinh Bắc.
Thời Mạc, trấn Kinh Bắc được gọi là đạo. Đến thời Lê - Trịnh sau đó, các chúa Trịnh lại cho đổi các đạo là trấn.
Năm 1802, khi vua Gia Long lên ngôi, ông cho đặt thêm cấp tổng trấn huyện Tiên Du trực thuộc phủ Từ Sơn, trấn Kinh Bắc, tổng trấn Bắc Thành.
Năm 1822, đổi trấn Kinh Bắc thành trấn Bắc Ninh.
Năm 1831, vua Minh Mạng thực hiện một cuộc cải cách hành chính lớn để thống nhất các đơn vị hành chính trong cả nước, theo đó bãi bỏ cấp tổng trấn; chuyển các trấn, dinh thành tỉnh và đây là lần đầu tiên đơn vị hành chính tỉnh xuất hiện ở Việt Nam. Sau hơn 4 thế kỉ trực thuộc phủ Từ Sơn, kể từ đây, huyện Tiên Du bắt đầu trực thuộc tỉnh Bắc Ninh.
Năm 1890, tách tổng Khắc Niệm sáp nhập vào huyện Võ Giàng. Một thời gian sau, tổng Khắc Niệm được trả lại cho huyện Tiên Du.
Sau năm 1945, cấp tổng bị bãi bỏ, lúc này huyện Tiên Du chỉ bao gồm các xã trực thuộc như hiện nay.
Ngày 15 tháng 10 năm 1946, Chủ tịch nước lâm thời Huỳnh Thúc Kháng đã ký Sắc lệnh số 201 sáp nhập 2 xã Vân Khám và Hiên Ngang từ huyện Võ Giàng vào huyện Tiên Du. Sau này, 2 xã này sáp nhập vào thành xã Hiên Vân ngày nay.
Sau năm 1954, huyện Tiên Du có 17 xã: Cảnh Hưng, Đại Đồng, Hạp Lĩnh, Hiên Vân, Hoàn Sơn, Khắc Niệm, Lạc Vệ, Liên Bão, Minh Đạo, Nội Duệ, Phật Tích, Phù Đổng, Tân Chi, Tri Phương, Trung Hưng, Vân Tương, Việt Đoàn.
Ngày 26 tháng 4 năm 1957, sáp nhập thôn Xuân Ổ thuộc xã Vân Tương trở lại xã Võ Cường thuộc huyện Võ Giàng.
Ngày 20 tháng 4 năm 1961, hai xã Phù Đổng và Trung Hưng (say này đổi tên thành Trung Mầu) của huyện Tiên Du cùng với một số xã của huyện Từ Sơn, Thuận Thành và toàn bộ huyện Gia Lâm của tỉnh Bắc Ninh sáp nhập vào Hà Nội.
Ngày 27 tháng 10 năm 1962, Quốc hội khóa II ra Nghị quyết hợp nhất hai tỉnh Bắc Ninh và tỉnh Bắc Giang để thành lập tỉnh Hà Bắc. Ngày 1 tháng 4 năm 1963, đơn vị hành chính mới chính thức đi vào làm việc.
Ngày 14 tháng 3 năm 1963, Hội đồng Chính phủ ra Quyết định số 25/QĐ, nhập 2 huyện Tiên Du và Từ Sơn thành một huyện, lấy tên mới là huyện Tiên Sơn. Cũng theo quyết định này, 2 xã Phú Lâm, Tương Giang của huyện Yên Phong được chuyển về huyện Tiên Sơn, chuyển 2 xã Đông Thọ, Văn Môn của huyện Từ Sơn về huyện Yên Phong và chuyển xã Võ Cường của huyện Võ Giàng về huyện Tiên Sơn.
Ngày 3 tháng 5 năm 1985, Phó Chủ tịch thứ Nhất Hội đồng Bộ trưởng Tố Hữu ký Quyết định số 130/HĐBT sáp nhập xã Võ Cường về thị xã Bắc Ninh nay là phường Võ Cường thuộc thành phố Bắc Ninh.
Ngày 6 tháng 11 năm 1996, tỉnh Hà Bắc được tách ra theo Nghị quyết của kỳ họp thứ 10, Quốc hội khóa IX. Ngày 1 tháng 1 năm 1997, tỉnh Bắc Ninh chính thức hoạt động theo đơn vị hành chính mới. Qua đó, huyện Tiên Sơn trực thuộc tỉnh Bắc Ninh.
Ngày 10 tháng 12 năm 1998, Thủ tướng Phan Văn Khải ký ban hành Nghị định 101/1998/NĐ-CP về việc thành lập thị trấn Lim trên cơ sở toàn bộ diện tích tự nhiên và nhân khẩu của xã Vân Tương.
Ngày 9 tháng 8 năm 1999, Chính phủ ban hành Nghị định số 68/1999/NĐ-CP theo Nghị định này thì huyện Tiên Sơn được tách ra, tái lập 2 huyện Tiên Du và Từ Sơn, xã Phú Lâm được tách về huyện Tiên Du và xã Tương Giang được tách về huyện Từ Sơn.
Khi mới tách ra, huyện Tiên Du có thị trấn Lim và 15 xã: Cảnh Hưng, Đại Đồng, Hạp Lĩnh, Hiên Vân, Hoàn Sơn, Khắc Niệm, Lạc Vệ, Liên Bão, Minh Đạo, Nội Duệ, Phật Tích, Phú Lâm, Tân Chi, Tri Phương, Việt Đoàn.
Ngày 09 tháng 4 năm 2007, Chính phủ ban hành Nghị định số 60/2007/NĐ-CP sáp nhập hai xã Khắc Niệm và Hạp Lĩnh thuộc huyện Tiên Du vào thành phố Bắc Ninh.

## Dân số
Trích số liệu từ cuộc Tổng điều tra dân số và nhà ở năm 2009 của Tổng cục Thống kê thì tính đến 0h ngày 01 tháng 4 năm 2009, dân số huyện Tiên Du có 124.396 người, trong đó có 61.062 nam, 63.334 nữ. Ngoài ra, do có nhiều khu, cụm công nghiệp trên địa bàn nên trong huyện có 1 lượng không nhỏ người lao động tạm trú tạm vắng đến từ các địa phương khác.

## Giao thông

### Đường bộ
- Tỉnh lộ 295B chạy qua địa bàn xã Nội Duệ và thị trấn Lim.
- Quốc lộ 38 Bắc Ninh - Hà Nam chạy qua địa bàn 2 xã Lạc Vệ và Tân Chi.
- Tỉnh lộ 276 là tuyến đường tỉnh nhưng chỉ chạy nội bộ trong huyện, bắt đầu từ xã Phú Lâm kết thúc ở xã Tân Chi.
- Tỉnh lộ 279 là tuyến đường tỉnh đi qua các xã ở phía Nam của huyện đến huyện Gia Lâm (Hà Nội), hầu hết là đường trên đê sông Đuống
- Tỉnh lộ 287 là đoạn kéo dài của đường tỉnh 295 từ Từ Sơn qua Tiên Du đến huyện Quế Võ.
- Đường cao tốc Hà Nội – Bắc Giang chạy qua địa bàn xã Hoàn Sơn, xã Nội Duệ, thị trấn Lim và xã Liên Bão.

### Đường sắt
Đường sắt Hà Nội - Đồng Đăng chạy qua địa bàn xã Nội Duệ và thị trấn Lim. Có 1 ga tạm nghỉ ở nơi giao cắt giữa tỉnh lộ 276 và đường sắt là ga Lim.

### Đường thủy
Có các bến đò ngang và các hoạt động vận tải thủy trên sông Đuống và sông Ngũ Huyện Khê.

## Kinh tế - xã hội

### Kinh tế
Những ngày đầu mới tái lập huyện, Tiên Du còn gặp muôn vàn khó khăn, thách thức, điểm xuất phát kinh tế thấp (sản xuất nông nghiệp chiếm 59,7%; công nghiệp - xây dựng cơ bản 17,2%; thương mại và dịch vụ 23,1%), kết cấu hạ tầng vừa thiếu, vừa yếu.
Nền kinh tế của huyện liên tục có chỉ số tăng trưởng cao, bình quân trong 15 năm (giai đoạn 1999 - 2013) đạt 15,36%/năm. Quy mô kinh tế năm 2013 tăng gấp 8,53 lần so với năm 1999; cơ cấu kinh tế chuyển dịch theo hướng hiện đại, với tỷ trọng công nghiệp - xây dựng 77,4%; dịch vụ 17,5%; nông nghiệp 5,1%. Thu ngân sách đạt trên 435 tỷ đồng, gấp 27,37 lần so với năm 1999 và thu nhập bình quân đầu người đạt 3.476 USD/năm.
Mức lương tối thiểu vùng của huyện Tiên Du được xếp vào vùng II qua đó căn cứ theo Nghị định số 103/2014/NĐ-CP ngày 11 tháng 11 năm 2014 thì Chính phủ quy định mức lương tối thiểu vùng của huyện Tiên Du năm 2015 là 2.750.000 đồng.

### Nông nghiệp
Tính đến năm 2013, sau 15 năm tái lập huyện, nền nông nghiệp huyện Tiên Du đã có những bước tiến dài, vững chắc. Bước đầu đã hình thành các vùng chuyên canh sản xuất lúa lai, lúa hàng hóa, trồng màu và kinh tế trang trại. Chăn nuôi đã phát triển trở thành ngành chính trong nông nghiệp và đã xây dựng được nhiều mô hình điểm áp dụng công nghệ cao như: Khu công nghệ cao Việt Đoàn, hoa cây cảnh ở Phú Lâm, chăn nuôi tập trung xa khu dân cư ở Cảnh Hưng. Năng suất lúa bình quân từ 39,2 tạ/ha năm 1999, tăng lên 60,5 tạ/ha năm 2013. Giá trị sản xuất nông nghiệp từ 27 triệu đồng/ha năm 1999, tăng lên 96 triệu đồng/ha năm 2013.

### Công nghiệp
Trên địa bàn huyện hiện có 2 khu công nghiệp (KCN) tập trung đó là KCN Tiên Sơn, KCN Đại Đồng - Hoàn Sơn. Trong đó, KCN Tiên Sơn là KCN đầu tiên của tỉnh được thành lập cuối năm 1998. Trong khuôn viên của các KCN này đã có một số tập đoàn, doanh nghiệp lớn của Việt Nam và quốc tế đầu tư như Canon, Kobelco, Sumitomo, Vinamilk,...
Ngoài 2 KCN trên thì Tiên Du còn có 2 cụm công nghiệp (CCN) địa phương là CCN Phú Lâm và CCN Tân Chi cũng góp phần không nhỏ trong việc thúc đẩy phát triển công nghiệp tại địa phương.
Năm 2013, giá trị sản xuất công nghiệp - tiểu thủ công nghiệp năm 2013 đạt trên 31.000 tỷ, riêng giá trị sản xuất công nghiệp địa phương đạt 3.900 tỷ đồng, tăng gấp 104 lần so với năm 1999.

### Làng nghề
Một số làng nghề truyền thống vẫn duy trì và phát huy được hiệu quả sản xuất, từng bước khẳng định thương hiệu làng nghề như: Nghề mộc ở Đại Đồng, mây tre đan xuất khẩu ở Lạc Vệ, xây dựng ở Nội Duệ... góp phần hình thành nên thị trường sôi động và hấp dẫn đối với khách hàng trong và ngoài nước.
- Phú Lâm: trồng cây cảnh
- Lạc Vệ: mây tre đan xuất khẩu
- Nội Duệ: dệt lụa, xây dựng

### Hạ tầng
Hiện nay, trên địa bàn huyện Tiên Du đã hình thành một số khu đô thị mới như khu đô thị cao cấp Hoàn Sơn, khu đô thị AMDI Green City tại Việt Đoàn, khu đô thị Dabaco Lạc Vệ, khu đô thị FLC Phú Lâm...

### Y tế
Trước đây, Trung tâm y tế huyện Tiên Du là đơn vị phụ trách tất cả công việc trong lĩnh vực y tế của huyện.
Năm 2006, Trung tâm y tế huyện chia tách thành 3 đơn vị: Phòng Y tế, Trung tâm Y tế Dự phòng và Bệnh viện Đa khoa huyện để mỗi đơn vị có thể đảm trách những mảng riêng như tuyên truyền, dịch tễ, phòng chống và điều trị bệnh.
Hiện nay, Bệnh viện đa khoa huyện Tiên Du có trụ sở chính tại xã Liên Bão, khuôn viên rộng 3ha nằm ngay đường Quốc lộ 1 mới. Trụ sở bệnh viện mới bắt đầu được xây dựng năm 2009 và được đưa vào sử dụng cuối năm 2013 với quy mô 250 giường bệnh. Trước đây, bệnh viện huyện nằm trong khuôn viên của trung tâm y tế huyện Tiên Du trên đường Nguyễn Đăng Đạo, thị trấn Lim, ở đối diện với trụ sở của Công an huyện và Ban chỉ huy Quân sự huyện. Cơ sở vật chất khang trang đã tạo điều kiện thuận lợi cho bệnh viện triển khai các kỹ thuật trong khám và điều trị chuyên sâu mới.
Mặt khác, hệ thống y tế của tuyến xã, thị trấn cũng được củng cố cả về cơ sở vật chất và nhân lực. Tính đến năm 2013, 100% trạm y tế xã, thị trấn có bác sĩ và được kiên cố hóa đạt chuẩn quốc gia.

### Thời phong kiến
Thời phong kiến, Tiên Du có là địa phương có truyền thống khoa bảng với 39 vị đại khoa (chỉ tính trong các kì thi Đình hoặc tương đương) đã vinh quy bái tổ từ các triều đại Hồ, Lê sơ, Mạc, Lê Trung hưng. Trong đó, có nhiều gia đình có truyền thống hiếu học nổi bật với 3 đời thi đỗ Tiến sĩ như gia đình Tiến sĩ Nguyễn Duân ông thi đỗ năm 1778 trong khi cha ông (Nguyễn Đức Vĩ) và ông nội ông (Nguyễn Đức Ánh) đều đã thi đỗ Tiến sĩ trước đó. Hay có những gia đình cả hai anh em đều thi đỗ đại khoa như gia đình Bảng nhãn Nguyễn Nhân Triêm với em trai là Tiến sĩ Nguyễn Nhân Chiêu và gia đình Trạng nguyên Nguyễn Đăng Đạo với anh trai là Tiến sĩ Nguyễn Đăng Tuân,... Xem bảng thống kê chi tiết trong mục Danh nhân ở dưới

### Thời hiện đại
Phát huy truyền thống hiếu học, khoa bảng từ các bậc cha anh. Hàng năm, Tiên Du có tỷ lệ học sinh thi đỗ vào các trường đại học, cao đẳng khá cao, có nhiều học sinh đạt giải trong các kỳ thi học sinh giỏi cấp tỉnh và quốc gia, đặc biệt có học sinh đạt thủ khoa đại học học cả nước như thí sinh Nguyễn Thị Nguyệt đạt 29,75 điểm khối A là thủ khoa làm tròn của Đại học Ngoại thương Hà Nội trong kỳ thi tuyển sinh đại học năm 2009.

#### Đại học - Cao đẳng
Hiện nay, tỉnh Bắc Ninh đã quy hoạch 03 làng Đại học (LĐH) trong đó có 02 LĐH có địa phận ở huyện Tiên Du. 
- Làng Đại học I có diện tích khoảng 200 ha tại khu vực giáp ranh giữa phường Võ Cường (thành phố Bắc Ninh) và xã Liên Bão.
- Làng Đại học II (Khu đào tạo nghiên cứu ứng dụng khoa học và công nghệ II) đã được quy hoạch xây dựng theo hướng "Công viên các trường Đại học" với diện tích tổng thể khoảng 1.300 ha tại phường Hạp Lĩnh (thành phố Bắc Ninh) và các xã Lạc Vệ, Việt Đoàn, Minh Đạo, Tân Chi (Tiên Du) hứa hẹn những tiềm năng phát triển mới của tỉnh nhà.

Hiện nay, có một số trường đại học đã và đang tiến hành xây dựng cơ sở trong 2 LĐH này như:
- Đại học Quốc tế Bắc Hà, đã khởi công xây dựng từ đầu 2015.
- Đại học Phòng cháy chữa cháy đang xây dựng cơ sở trong khuôn viên của LĐH II tại xã Việt Đoàn.[17]

Ngoài ra, còn một trường không nằm trong khuôn viên 2 LĐH trên là Cao đẳng Đại Việt có trụ sở ở Khu công nghiệp Tiên Sơn.

#### Trung học phổ thông
Các trường trung học phổ thông (THPT) trên địa bàn huyện: THPT Nguyễn Đăng Đạo (Thị trấn Lim), THPT Tiên Du số 1 (xã Việt Đoàn), trường THPT Nguyễn Đăng Đạo là một trong năm trường có chất lượng đào tạo cao hàng đầu của tỉnh Bắc Ninh, và là niềm tự hào của huyện nhà.
Ngoài ra, còn một Trung tâm giáo dục thường xuyên đào tạo hệ Bổ túc THPT do phòng Giáo dục & Đào tạo huyện quản lý có trụ sở tại thị trấn Lim.

## Văn hóa
- Tiên Du nằm trong vùng dân ca Quan họ. Một di sản văn hóa phi vật thể đại diện của nhân loại được UNESCO công nhận từ năm 2009.[18]
- Trong lịch sử, Tiên Du là một trong những trung tâm Phật giáo của Việt Nam đặc biệt từ thời Lý.
- Năm 1057, chùa Phật Tích được xây dựng tại xã Phật Tích.

### Di tích

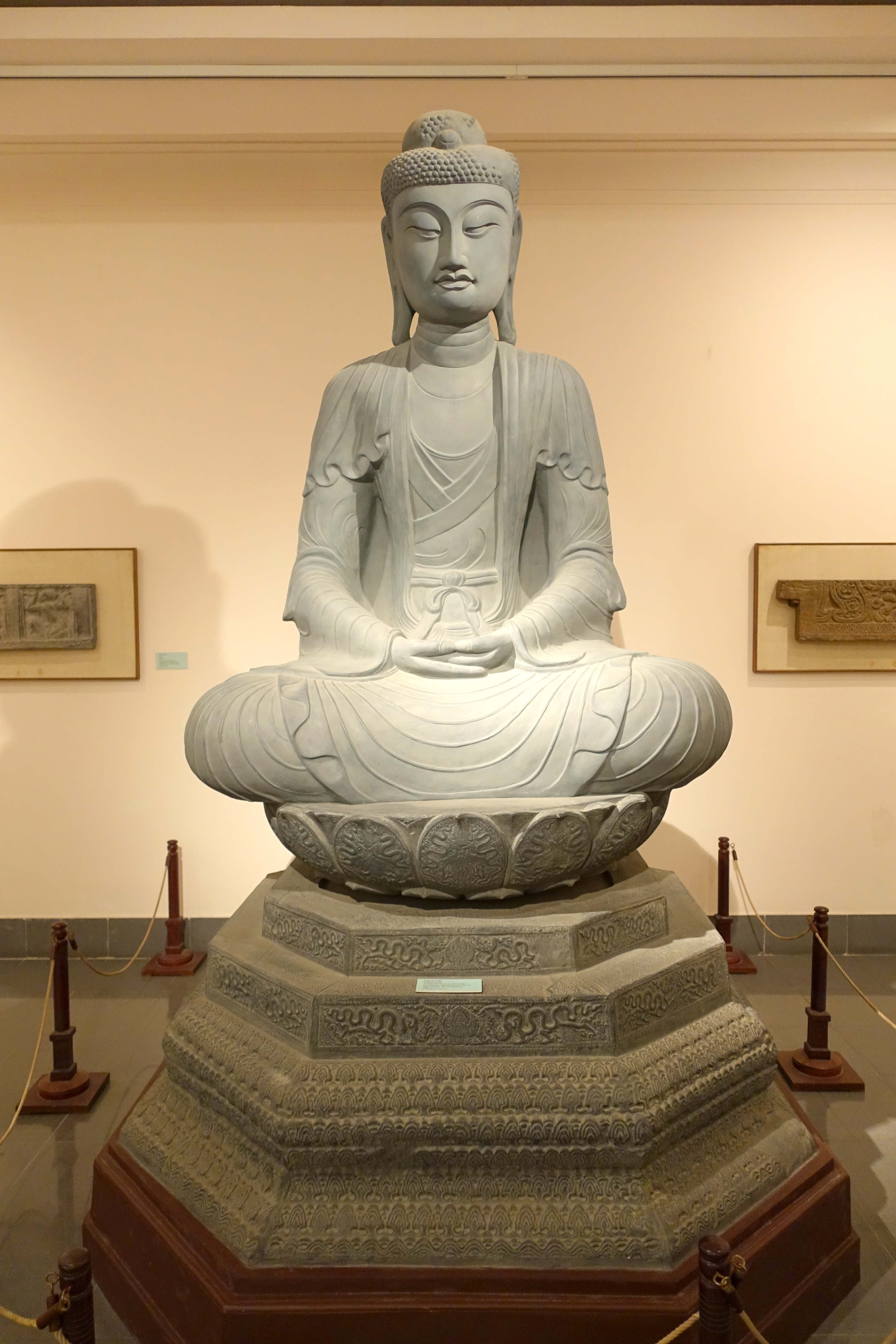
Tượng Phật A Di Đà chùa Phật Tích

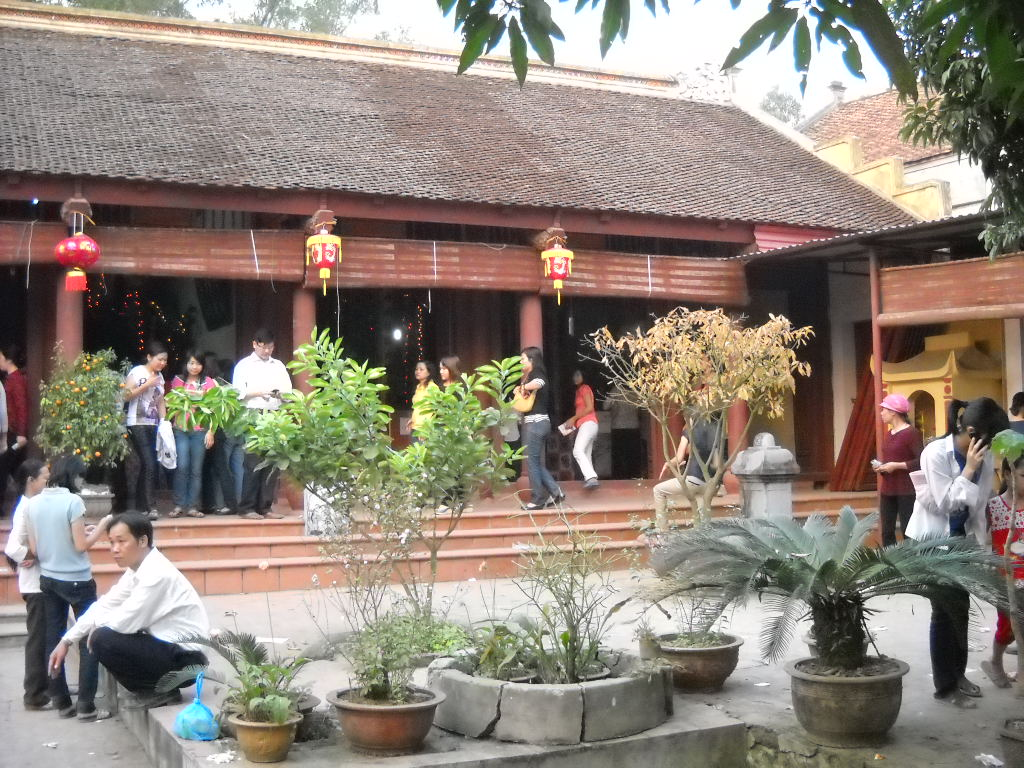
Chùa Lim

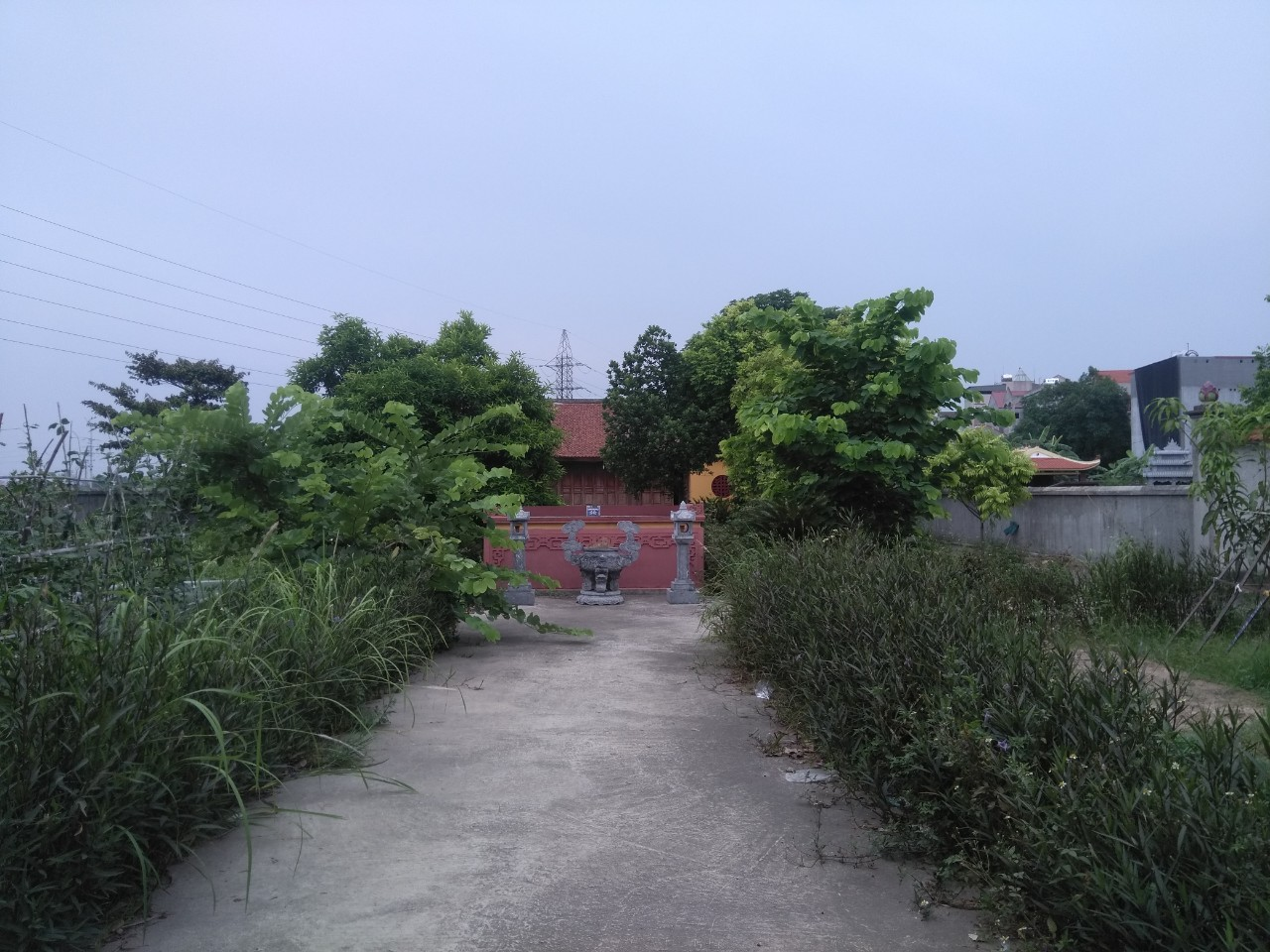
Nghè Nối thờ Bạch Đa, tướng nhà Đinh tham gia dẹp 12 sứ quân

Hiện nay, trên địa bàn huyện có 01 di tích quốc gia đặc biệt là chùa Phật Tích được công nhận tại Quyết định số 2408/QĐ-TTg của Thủ tướng Chính phủ do Phó Thủ tướng Vũ Đức Đam ký và ban hành ngày 31 tháng 12 năm 2014. Ngoài ra, trong huyện còn có rất nhiều di tích cấp quốc gia và cấp tỉnh khác nhau như:
- Đình Phúc Nghiêm, xã Phật Tích thờ danh tướng Nguyễn Thủ Tiệp là một trong 12 vị sứ quân của thời loạn 12 sứ quân của thế kỷ 10.
- Đình làng Lộ Bao xã Nội Duệ
- Chùa Lim, thị trấn Lim.
- Chùa Linh Am, xã Hiên Vân.
- Đình Tam Tảo, xã Phú Lâm.
- Đền Phụ Quốc, xã Phú Lâm.
- Cụm di tích lịch sử văn hóa Đình - chùa Thôn Lương, xã Tri Phương. Đình làng Lương được xây dựng từ năm 1700 (năm Chính Hòa thứ 21)
- Khu di tích lịch sử văn hóa Đình làng Đình Cả, Đền, Chùa Cổ Lũng, lăng và đền thờ quận công Đỗ Nguyễn Thụy xã Nội Duệ
- Khu di tích lịch sử văn hóa đình - đền thôn Long Khám, xã Việt Đoàn.
- Khu di tích đình Đại Vi - Nghè Nối - Nghè Gà ở xã Đại Đồng thờ 3 vị tướng nhà Đinh: Trương Ngọ, Trương Mai, Bạch Đa có công dẹp 12 sứ quân.

### Lễ hội
Tiên Du là một vùng đất có rất nhiều lễ hội, thời điểm diễn ra các lễ hội thường vào đầu xuân năm mới (đầu tháng Giêng, tháng Hai âm lịch) các lễ hội ở Tiên Du thường được tổ chức ở quy mô những thôn, làng của các xã, thị trấn trực thuộc. Trong các lễ hội ở Tiên Du thì có 2 lễ hội lớn nhất là hội Khán hoa Mẫu Đơn tổ chức ở chùa Phật Tích, xã Phật Tích và hội Lim tổ chức ở đồi Lim, thị trấn Lim.
- Hội Lim: các ngày 11 - 13 tháng giêng âm lịch hàng năm. Là lễ hội lớn nhất và tiêu biểu nhất ở tỉnh Bắc Ninh và là một trong 18 lễ hội lớn nhất cả nước, tôn vinh di sản văn hóa quan họ, được tổ chức ở 3 xã: Lim, Nội Duệ, Liên Bão. Theo những cụ già cao tuổi ở địa phương thì mặc dù Hội Lim được tổ chức do sự hợp sức của 3 xã quanh vùng. Nhưng cái gốc tích phát hội thì chỉ có ở hai thôn Lộ Bao và Đình Cả (xã Nội Duệ).Người cao tuổi của địa phương khẳng định: "Người người bốn phương tìm về Hội Lim thường lầm tưởng Hội Lim chính là Hội được tổ chức trên chùa Lim. Nhưng thực chất linh hồn của Hội Lim lại từ hai thôn Đình Cả và Lộ Bao mà ra. Nếu không có tục rước sắc phong vua ban là phần lễ chính hội vào ngày 13 âm lịch hàng năm thì Hội Lim sẽ mất đi phần giá trị văn hóa lớn".
- Lễ hội đình Phúc Nghiêm, xã Phật Tích diễn ra 17 tháng 2 âm lịch hàng năm tôn vinh tướng quân Nguyễn Thủ Tiệp thời 12 sứ quân đã cai quản vùng Tiên Du với tế lễ, hội vật, đu tiên, hát chèo, Quan họ.
- Hội làng Long Khám, xã Việt Đoàn: ngày 16 tháng giêng âm lịch hàng năm.
- Hội làng Ngang Nội, xã Hiên Vân: ngày 25 tháng giêng âm lịch hàng năm.
- Hội làng Dương Húc, xã Đại Đồng: mùng 6 tháng hai âm lịch hàng năm.
- Hội làng Tam Tảo, xã Phú Lâm: mùng 10 tháng hai âm lịch hàng năm.
- Hội đền Phụ Quốc, xã Phú Lâm: mùng 1 tháng tư âm lịch hàng năm.
- Hội làng Tử Nê, xã Minh Đạo: mùng 8 tháng hai âm lịch hàng năm.
- Hội Đại Tảo, xã Việt Đoàn: mùng 10 tháng giêng âm lịch
- Hội Chè, xã Liên Bão: ngày 11 tháng giêng âm lịch hàng năm.
- Hội khán hoa Mẫu Đơn: mùng 4 tháng giêng âm lịch hàng năm, được tổ chức tại chùa Phật Tích.
- Hội làng Lương, Làng Đinh, xã Tri Phương: ngày 1 tháng 2 âm lịch hàng năm.
- Hội làng Hoa, Làng Xuân Hội, xã Xã Lạc Vệ: ngày 10 tháng 2 âm lịch hàng năm.

### Hình ảnh

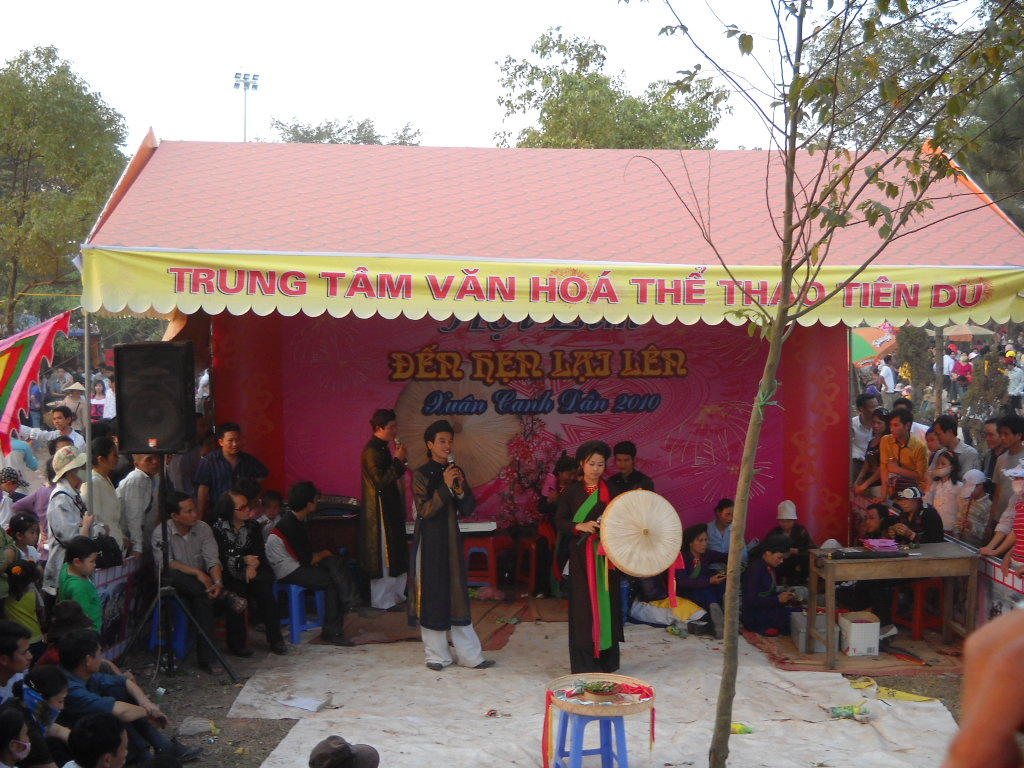
Hát Quan họ giao duyên ở hội Lim.
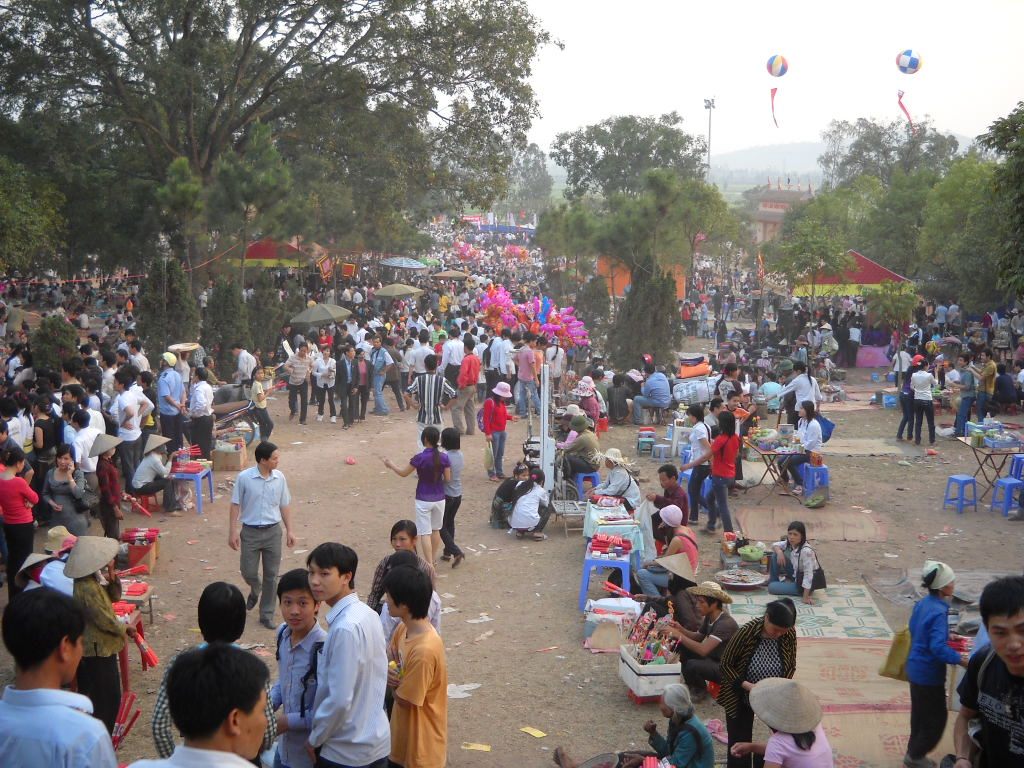
Quang cảnh đồi Lim vào ngày hội Lim.
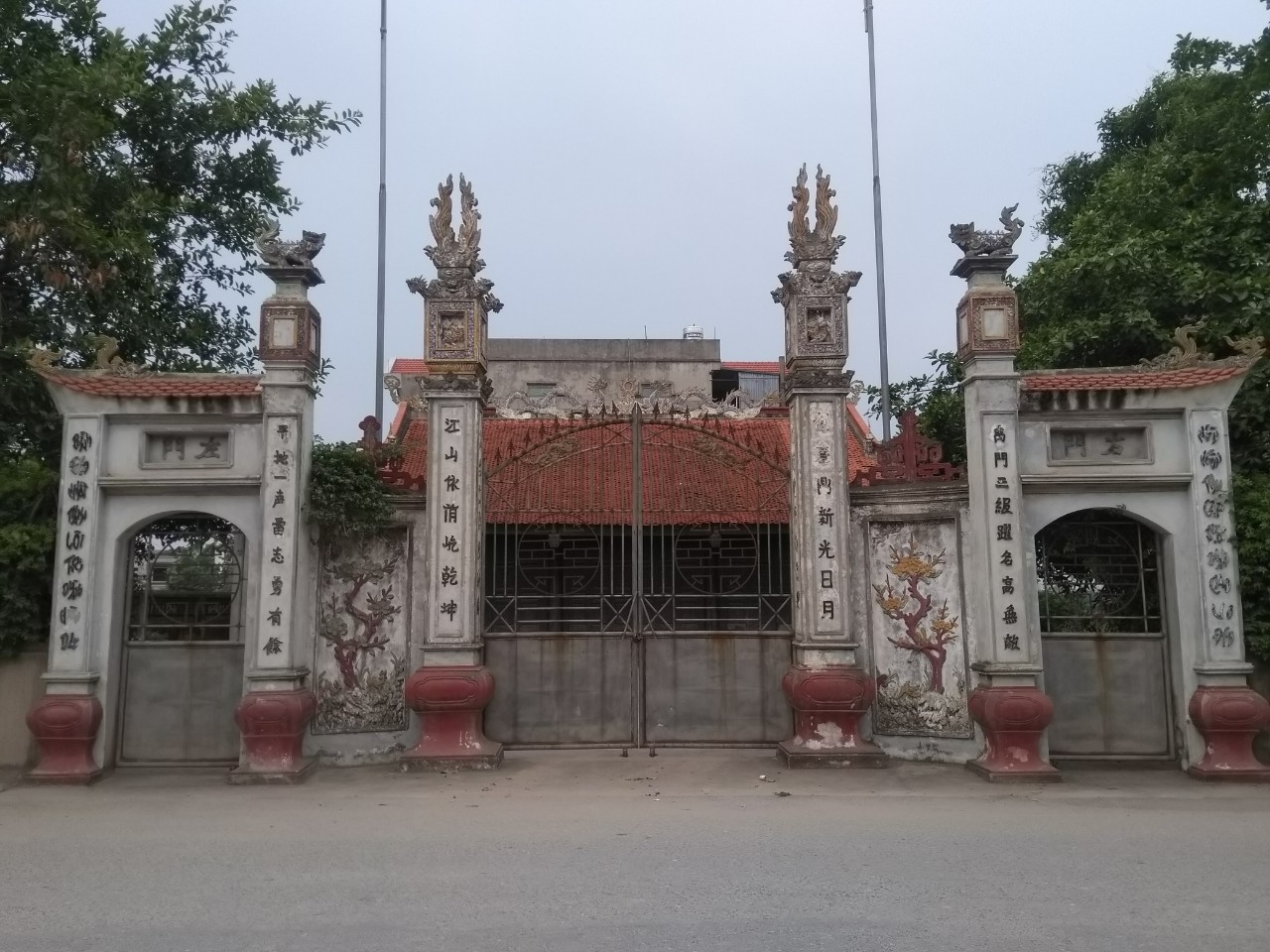
Đình Đại Vi thờ Trương Ngọ, Trương Mai, Bạch Đa.
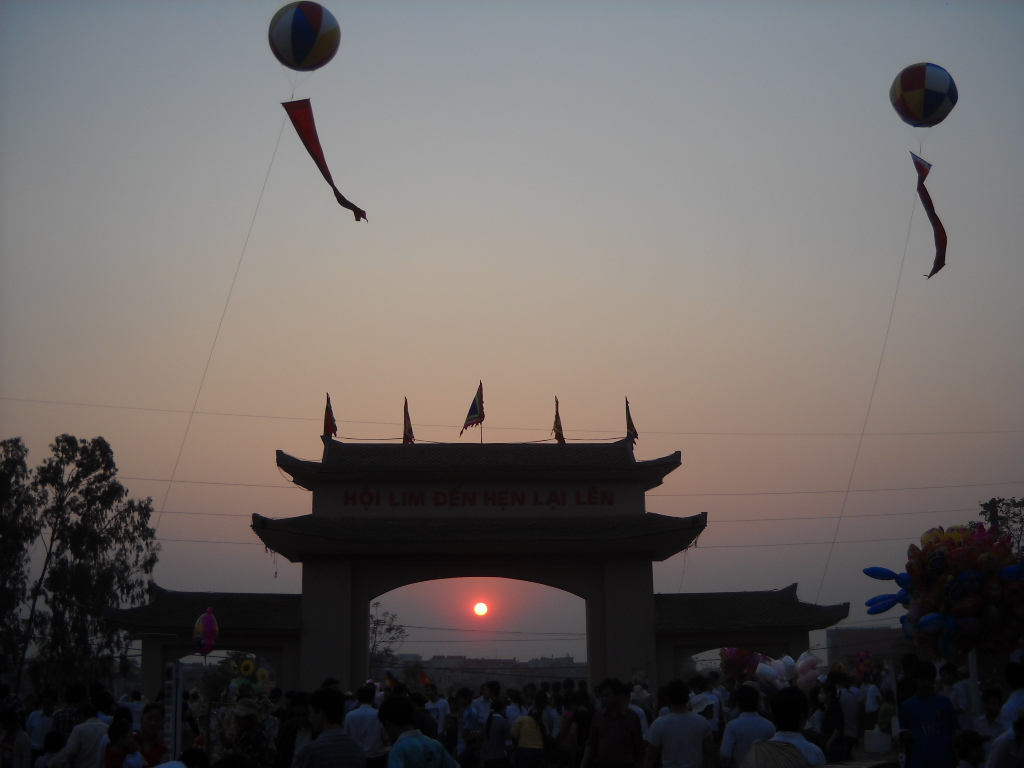
Hoàng hôn đồi Lim vào ngày hội Lim.

## Thể thao
- Nổi bật nhất trong phong trào thể dục thể thao là Đại hội thể dục thể thao huyện Tiên Du được tổ chức 4 năm 1 lần. Tại kỳ đại hội thứ 7 được tổ chức năm 2013, đại hội đã được tổ chức quy mô với sự tham gia của hơn 1.100 vận động viên tham gia tranh tài trong 8 môn thi đấu là: bóng chuyền, kéo co, cờ vua, cờ tướng, đá cầu, cầu lông, điền kinh và chạy việt dã.[20] Qua mỗi kì đại hội, ban tổ chức đều chọn ra những vận động viên xuất sắc nhất để đại diện cho huyện đi tham dự đại hội thể dục thể thao của tỉnh Bắc Ninh.
- Ngoài ra, vào mùa hè của một số năm còn có các giải bóng đá thiếu niên được tổ chức ở một số xã trong huyện, sau đó giải sẽ được tổ chức ở cấp huyện với sự tham gia của đội bóng thiếu niên các xã. Cùng với đại hội thể dục thể thao huyện thì các giải bóng đá phong trào này đóng vai trò không nhỏ trong việc kích thích, thúc đẩy phong trào tập luyện thể thao nói chung và bóng đá nói riêng tại các đia phương.

## Danh nhân

### Thời phong kiến
Bảng thống kê các vị đại khoa của Tiên Du trong lịch sử.
Nguồn: Viện nghiên cứu Hán Nôm, Viện Khoa học Xã hội Việt Nam.
| STT | Tên               | Niên đại  | Quê       | Học vị       | Khoa thi         | Niên hiệu      | Đời vua (chúa)             | Chức vụ                                        | Ghi chú     | Chú thích     |
| --- | ----------------- | --------- | --------- | ------------ | ---------------- | -------------- | -------------------------- | ---------------------------------------------- | ----------- | ------------- |
| 1   | Vũ Mộng Nguyên    | 1380-?    | Việt Đoàn | Hoàng giáp   | Canh Thìn (1400) | Thánh Nguyên 1 | Hồ Quý Ly                  | Trung thư lệnh                                 | [ note 3 ]  | [ 21 ] [ 22 ] |
| 2   | Hoàng Hiến        |           |           | Hoàng giáp   | Canh Thìn (1400) | Thánh Nguyên 1 | Hồ Quý Ly                  | Giáo thụ Quốc tử giám                          |             | [ 21 ]        |
| 3   | Nguyễn Thiên Tích |           | Nội Duệ   | Khoa Hoành   | Tân Hợi (1431)   | Thuận Thiên 4  | Lê Thái Tổ                 | Thượng thư Bộ Binh                             |             | [ 21 ]        |
| 4   | Phạm Lương        |           | Tân Chi   | Tiến sĩ      | Quý Mùi (1463)   | Quang Thuận 4  | Lê Thánh Tông              | Thừa chính sứ                                  |             | [ 23 ]        |
| 5   | Nguyễn Kim        | 1443-?    | Nội Duệ   | Hoàng giáp   | Ất Mùi (1475)    | Hồng Đức 6     | Lê Thánh Tông              | Tư nghiệp Quốc tử giám                         |             | [ 24 ] [ 25 ] |
| 6   | Nguyễn Nguyên Cữu |           | Nội Duệ   | Tiến sĩ      | Giáp Thìn (1484) | Hồng Đức 15    | Lê Thánh Tông              | Tế tửu Quốc tử giám                            | [ note 5 ]  | [ 25 ]        |
| 7   | Nguyễn Hanh Phu   | 1486-?    | Nội Duệ   | Tiến sĩ      | Đinh Mùi (1487)  | Hồng Đức 18    | Lê Thánh Tông              | Thị lang                                       |             | [ 26 ]        |
| 8   | Nguyễn Quý Nhã    | 1466-?    | Đại Đồng  | Tiến sĩ      | Kỷ Mùi (1499)    | Cảnh Thống 2   | Lê Hiến Tông               | Thượng thư Bộ Lại kiêm Đông các Đại học sĩ     | [ note 6 ]  | [ 27 ]        |
| 9   | Vũ Nghi Hướng     | 1481-?    | Đại Đồng  | Tiến sĩ      | Nhâm Tuất (1502) | Cảnh Thống 5   | Lê Hiến Tông               | Thừa chính sứ                                  |             | [ 28 ]        |
| 10  | Nguyễn Côn        | 1473-?    | Nội Duệ   | Tiến sĩ      | Mậu Thìn (1508)  | Đoan Khánh 4   | Lê Uy Mục                  | Hữu Thị lang Bộ Binh                           |             | [ 29 ]        |
| 11  | Bùi Đức Lương     |           | Nội Duệ   | Tiến sĩ      | Mậu Thìn (1508)  | Đoan Khánh 4   | Lê Uy Mục                  | Đoán sự                                        |             | [ 29 ]        |
| 12  | Nguyễn Dực        | 1476-?    | Nội Duệ   | Hoàng giáp   | Tân Mùi (1511)   | Hồng Thuận 3   | Lê Tương Dực               | Giám sát                                       |             | [ 30 ]        |
| 13  | Nguyễn Quang      | 1475-?    | Lim       | Tiến sĩ      | Tân Mùi (1511)   | Hồng Thuận 3   | Lê Tương Dực               | Thượng thư                                     |             | [ 30 ]        |
| 14  | Nguyễn Hữu Du     |           | Nội Duệ   | Tiến sĩ      | Quý Mùi (1523)   | Quang Thiệu 5  | Lê Chiêu Tông              | Thượng thư                                     | [ note 7 ]  | [ 29 ]        |
| 15  | Nguyễn Hữu Du     | 1516-?    | Đại Đồng  | Tiến sĩ      | Mậu Tuất (1538)  | Đại Chính 9    | Mạc Thái Tông              | Tả Thị lang                                    |             | [ 31 ]        |
| 16  | Nguyễn Thế Lộc    | 1513-?    | Nội Duệ   | Thám hoa     | Tân Sửu (1541)   | Quảng Hòa 1    | Mạc Hiến Tông              | Thượng thư                                     |             | [ 31 ]        |
| 17  | Bạch Hồng Nho     | 1500-?    | Nội Duệ   | Tiến sĩ      | Tân Sửu (1541)   | Quảng Hòa 1    | Mạc Hiến Tông              | Thừa chính sứ                                  |             | [ 31 ]        |
| 18  | Vũ Thạc           |           | Đại Đồng  | Tiến sĩ      | Tân Sửu (1541)   | Quảng Hòa 1    | Mạc Hiến Tông              | Giám sát Ngự sử                                |             | [ 31 ]        |
| 19  | Nguyễn Đoan Lương | 1518-?    | Nội Duệ   | Tiến sĩ      | Đinh Mùi (1547)  | Vĩnh Định 1    | Mạc Tuyên Tông             | Hữu Thị lang Bộ Binh                           |             | [ 31 ]        |
| 20  | Nguyễn Đoan Trung |           | Liên Bão  | Hoàng giáp   | Quý Sửu (1553)   | Cảnh Lịch 6    | Mạc Tuyên Tông             | Thượng thư lục bộ kiêm Thừa chính sứ Hải Dương |             | [ 32 ]        |
| 21  | Nguyễn Bỉnh Quân  |           | Nội Duệ   | Hoàng giáp   | Quý Sửu (1553)   | Cảnh Lịch 6    | Mạc Tuyên Tông             | Tả Thị lang Bộ Binh                            |             | [ 32 ]        |
| 22  | Nguyễn Cung       | 1540-?    | Liên Bão  | Thám hoa     | Tân Mùi (1571)   | Sùng Khang 6   | Mạc Mục Tông               | Hàn lâm Thị chế                                |             | [ 32 ]        |
| 23  | Nguyễn Nhân Chiêu | 1532-?    | Nội Duệ   | Tiến sĩ      | Giáp Tuất (1574) | Sùng Khang 9   | Mạc Mục Tông               | Thị lang                                       |             | [ 32 ]        |
| 24  | Nguyễn Nhân Triêm | 1530-?    | Nội Duệ   | Bảng nhãn    | Đinh Sửu (1577)  | Sùng Khang 12  | Mạc Mục Tông               | Tả Thị lang Bộ Lại                             | [ note 8 ]  | [ 32 ]        |
| 25  | Nguyễn Đán        | 1526-?    | Nội Duệ   | Hoàng giáp   | Canh Thìn (1580) | Diên Thành 3   | Mạc Mục Tông               | Hiến sát sứ                                    | [ note 9 ]  | [ 32 ]        |
| 26  | Phạm Trân         | 1567-?    | Tân Chi   | Tiến sĩ      | Nhâm Thìn (1592) | Hồng Ninh 2    | Mạc Mục Tông               | Hình khoa Đô Cấp sự trung                      | [ note 10 ] | [ 32 ] [ 33 ] |
| 27  | Nguyễn Hi Tái     |           | Nội Duệ   | Tiến sĩ      | Bính Thìn (1616) | Hoằng Định 17  | Lê Kính Tông (Trịnh Tùng)  | Hiến sát sứ                                    |             | [ 34 ]        |
| 28  | Nguyễn Cao Nhạc   | 1589-1668 | Liên Bão  | Hoàng giáp   | Tân Mùi (1631)   | Đức Long 3     | Lê Thần Tông (Trịnh Tráng) | Hàn lâm viện Thị độc                           | [ note 11 ] | [ 35 ] [ 36 ] |
| 29  | Nguyễn Đăng Cảo   | 1619-?    | Liên Bão  | Thám hoa     | Bính Tuất (1646) | Phúc Thái 4    | Lê Chân Tông (Trịnh Tráng) | Đông các Đại học sĩ                            | [ note 12 ] | [ 37 ] [ 38 ] |
| 30  | Nguyễn Đăng Minh  | 1623-1696 | Liên Bão  | Tiến sĩ      | Bính Tuất (1646) | Phúc Thái 4    | Lê Chân Tông (Trịnh Tráng) | Quốc tử giám Tế tửu                            | [ note 13 ] | [ 38 ]        |
| 31  | Nguyễn Đăng Tuân  | 1649-?    | Liên Bão  | Tiến sĩ      | Quý Sửu (1673)   | Dương Đức 2    | Lê Gia Tông (Trịnh Tạc)    | Phủ doãn phủ Phụng Thiên                       | [ note 14 ] | [ 39 ]        |
| 32  | Nguyễn Danh Nho   | 1650-1680 | Lim       | Tiến sĩ      | Quý Sửu (1673)   | Dương Đức 2    | Lê Gia Tông (Trịnh Tạc)    | Đông các Đại học sĩ                            | [ note 15 ] | [ 39 ]        |
| 33  | Nguyễn Đăng Đạo   | 1651-1719 | Liên Bão  | Trạng nguyên | Quý Hợi (1683)   | Chính Hòa 4    | Lê Hy Tông (Trịnh Căn)     | Tham tụng kiêm Đông các Đại học sĩ             | [ note 16 ] | [ 40 ]        |
| 34  | Nguyễn Đương Hồ   | 1657-1740 | Đại Đồng  | Hoàng giáp   | Quý Hợi (1683)   | Chính Hòa 4    | Lê Hy Tông (Trịnh Căn)     | Thượng thư Bộ Hình                             |             | [ 40 ]        |
| 35  | Nguyễn Đức Ánh    | 1675-?    | Phật Tích | Tiến sĩ      | Ất Mùi (1715)    | Vĩnh Thịnh 11  | Lê Dụ Tông (Trịnh Cương)   | Tả Thị lang Bộ Hình                            |             | [ 41 ]        |
| 36  | Nguyễn Đức Vĩ     | 1700-1775 | Phật Tích | Tiến sĩ      | Đinh Mùi (1727)  | Bảo Thái 8     | Lê Dụ Tông (Trịnh Cương)   | Thượng thư Bộ Binh                             | [ note 17 ] | [ 42 ]        |
| 37  | Nguyễn Quýnh      | 1734-?    | Phật Tích | Tiến sĩ      | Bính Tuất (1766) | Cảnh Hưng 27   | Lê Hiển Tông (Trịnh Doanh) | Đốc đồng Tuyên Quang                           |             | [ 43 ]        |
| 38  | Nguyễn Duân       | 1736-?    | Phật Tích | Tiến sĩ      | Mậu Tuất (1778)  | Cảnh Hưng 39   | Lê Hiển Tông (Trịnh Sâm)   | Đốc đồng Kinh Bắc                              | [ note 18 ] | [ 44 ]        |
| 39  | Nguyễn Đăng Vận   | 1750-?    | Liên Bão  | Tiến sĩ      | Đinh Mùi (1787)  | Chiêu Thống 2  | Lê Mẫn Đế (Trịnh Bồng)     | Giám sát Ngự sử                                |             | [ 45 ]        |

| Màu | Gọi tắt      | Học vị đầy đủǾ                           |
| --- | ------------ | ---------------------------------------- |
|     | Trạng nguyên | Đệ nhất giáp Tiến sĩ cập đệ đệ nhất danh |
|     | Bảng nhãn    | Đệ nhất giáp Tiến sĩ cập đệ đệ nhị danh  |
|     | Thám hoa     | Đệ nhất giáp Tiến sĩ cập đệ đệ tam danh  |
|     | Hoàng giáp   | Đệ nhị giáp Tiến sĩ xuất thân            |
|     | Tiến sĩ      | Đệ tam giáp đồng Tiến sĩ xuất thân       |

Ǿ - để hiểu hơn về tên gọi và thứ bậc của các học vị Tiến sĩ trong bảng này, xin đọc bài Thi Đình.

### Thời hiện đại
- Đào Đình Bình, nguyên Ủy viên Ban chấp hành Trung ương Đảng khóa VII, VIII; nguyên Bộ trưởng Bộ Giao thông vận tải; nguyên Đại biểu Quốc hội tỉnh Quảng Bình khóa XI.
- Nguyễn Thị Thanh Hòa, nguyên Ủy viên Ban chấp hành Trung ương Đảng khóa X, XI; Chủ tịch Hội Liên hiệp Phụ nữ Việt Nam; Đại biểu Quốc hội tỉnh Bắc Ninh khóa XII,XIII.
- Nguyễn Nhân Chiến, nguyên Ủy viên Trung ương Đảng Cộng sản Việt Nam khóa XII, nguyên là đại biểu quốc hội Việt Nam khóa XIV nhiệm kì 2016-2021, thuộc đoàn đại biểu Quốc hội tỉnh Bắc Ninh. Trong Đảng Cộng sản Việt Nam, ông từng giữ chức Bí thư Tỉnh ủy Bắc Ninh.
- Ngô Văn Tuấn, Ủy viên Ban Chấp hành Trung ương Đảng Cộng sản Việt Nam khóa XIII, Bí thư Ban Cán sự Đảng Kiểm toán Nhà nước, Tổng Kiểm toán Nhà nước. Nguyên Bí thư Tỉnh ủy Hòa Bình nhiệm kỳ 2020-2025.
- Ông nguyên là đại biểu quốc hội Việt Nam khóa XIV nhiệm kì 2016-2021, thuộc đoàn đại biểu Quốc hội tỉnh Bắc Ninh. Trong Đảng Cộng sản Việt Nam, ông từng giữ chức Bí thư Tỉnh ủy Bắc Ninh.

## Làng nghề
Tuy là địa phương gần thủ đô Hà Nội và thị xã Từ Sơn những nơi là cái nôi của làng nghề hay đất trăm nghề nhưng Tiên Du lại có ít làng nghề truyền thống và làng có nghề. Một số nghề và làng nghề đã bị mai một trong tổng số lượng làng nghề ít ỏi của huyện như dệt lụa, nuôi giống... Kinh tế huyện phát triển chủ yếu từ khi hình thành khu công nghiệp Tiên Sơn sau đó khu công nghiệp Vsip (ở thị xã Từ Sơn) và các doanh nghiệp về đóng trên địa bàn các 2 xã Đại Đồng và Hoàn Sơn tạo công ăn việc làm ổn định cho lao động của huyện và kéo theo nhiều dịch vụ, thương mại, buôn bán, tiêu thụ hàng hóa... dễ dàng. Nhóm nghề dịch vụ bắt đầu phát triển từ đây. Các làng nghề và làng có nghề tại huyện:
- Nghề dệt lụa, xây dựng ở Nội Duệ
- Làng nghề mây tre đan Xuân Hội (Lạc Vệ)
- Nghề tái chế giấy ở CNN Phú Lâm (Phú Lâm)
- Nghề dệt lụa thôn Tam Tảo (Phú Lâm)
- Làng nghề hoa, cây cảnh Giới Tế (Phú Lâm)
- Nghề mộc, thợ mộc ở Đại Vi (Đại Đồng).

### Báo điện tử
- Chùm ảnh: Gian nan chiêm bái Phật ngọc ngày thứ 5 21/5 Lưu trữ ngày 23 tháng 5 năm 2015 tại Wayback Machine. phattuvietnam.net
- Talk-show on cultural activities towards the grand anniversary of Thăng Long - Hà Nội Lưu trữ ngày 23 tháng 5 năm 2015 tại Wayback Machine. Online Newspaper of The Socialist Republic of Việt Nam Government. (tiếng Anh)
- Cháy lớn, công nhân khu công nghiệp Bắc Ninh hoảng loạn Lưu trữ ngày 23 tháng 5 năm 2015 tại Wayback Machine. Báo Đất Việt.
- 17 tháng 5 năm 2013&cid=19 Giai thoại về trạng nguyên Nguyễn Đăng Đạo - Thời kỳ niên thiếu và đi học[liên kết hỏng]. Cổng thông tin điện tử tỉnh Bắc Ninh.
- 21 tháng 5 năm 2013&cid=19 Lưỡng quốc trạng nguyên Nguyễn Đăng Đạo[liên kết hỏng]. Cổng thông tin điện tử tỉnh Bắc Ninh.
- Đánh đu ở hội Lim: Nam thanh niên bay từ trên đu xuống đất ngất xỉu Lưu trữ ngày 23 tháng 5 năm 2015 tại Wayback Machine. Báo điện tử Công lý, Tòa án Nhân dân Tối cao.

### YouTube
- TƯỢNG PHẬT A DI ĐÀ CHÙA PHẬT TÍCH - TIÊN DU - BẮC NINH (phần 1) trên YouTube
- TƯỢNG PHẬT A DI ĐÀ CHÙA PHẬT TÍCH - TIÊN DU - BẮC NINH (phần 2) trên YouTube
- Ông trạng làng Bịu (Liên Bão, Tiên Du, Bắc Ninh) trên YouTube
- Du xuân cùng Hội Lim trên YouTube
- Lễ hội làng Tam Tảo (Phú Lâm, Tiên Du) trên YouTube
- LỄ HỘI TRUYỀN THỐNG LÀNG TAM TẢO - XÃ PHÚ LÂM - HUYỆN TIÊN DU trên YouTube